# Kastell Tuttlingen
Das Kastell Tuttlingen ist ein vermutetes, ehemaliges römisches Grenzkastell an der älteren Donaulinie des Raetischen Limes. Es liegt mit dem ebenfalls zu erwartenden Kastellvicus auf dem Gebiet der heutigen Stadt Tuttlingen, der Kreisstadt des Landkreises Tuttlingen in Baden-Württemberg.

## Lage
Das vermutete Kastell Tuttlingen befindet sich im vollständig überbauten Stadtgebiet von Tuttlingen, wahrscheinlich in den Fluren „Stadtäcker“, „Axau“, „Gärtle“ und „Stock“, unmittelbar südlich der Donau.
Es gehörte zu einer Kette von Kastellen die, von Brigobannis (Hüfingen) ausgehend, die sogenannte Donausüdstraße sowie die Donau selbst als Bestandteil der zwischenzeitlichen Nordgrenze des Römischen Reiches absicherten. An dieser Stelle stieß die um 73/74 n. Chr. angelegte Kinzigtalstraße, von Argentorate (Straßburg) kommend und durch den Schwarzwald über das Kastell Waldmössingen sowie Arae Flaviae (Rottweil) führend, auf die Donausüdstraße. Dieser Weg verkürzte die Entfernung zwischen den rheinischen Legionslagern der römischen Provinzen Germania superior und Germania inferior zur Provinz Noricum und dem südöstlich davon beginnenden Balkan erheblich und war daher von herausragender strategischer Bedeutung. Eine militärische Sicherung dieses neuralgischen Verkehrsknotenpunktes war somit geboten und oblag vermutlich der in Tuttlingen stationierten Einheit, die über die Donausüdstraße selbst mit den benachbarten Kastellen Brigobannis im Westen und Ennetach im Osten verbunden war.

## Forschungsgeschichte
Aufgrund der dichten Überbauung waren naturgemäß zu keinem Zeitpunkt großflächige archäologische Ausgrabungen möglich. Alle Kenntnisse und Interpretationen stützen sich auf eine Reihe von Einzelfunden und -befunden, bilden aber in ihrer Gesamtheit einen Indiziennachweis des mit hoher Wahrscheinlichkeit hier zu vermutenden und anzunehmenden Kastells.
Im Jahre 1874 vermeldete der Landeskonservator Eduard Paulus d. J. erstmals römische Funde aus der Tuttlinger Flur „Steinäcker“. 1892 wurde in der Zeughausstraße eine römische Mauer beobachtet. Weitere Funde erfolgten 1893; 1894 stieß man an der Ecke Zeughausstraße/Bismarckstraße auf ein römisches Gebäude. 1925 wurde in der Friedrichstraße eine römische Kulturschicht angeschnitten und 1969 schließlich eine Münze des Kaisers Vespasian gefunden.

## Befunde
Das Gebäude aus dem Bereich Zeughausstraße/Bismarckstraße weist Ähnlichkeiten mit dem nordöstlichen Eckraum der Principia (Stabsgebäude) des Kastells Rißtissen und dem nördlichen Eckraum des Kastells Emerkingen auf. Dies macht die Annahme wahrscheinlich, es könne sich hierbei um die Principia eines an dieser Stelle zu erwartenden Lagers der älteren Donaulinie des Raetischen Limes handeln.

## Denkmalschutz, Befundsicherung und Fundverbleib
Das Kastell Tuttlingen ist vollständig modern überbaut, so dass eine großflächige Grabung, aber auch eine großflächige Zerstörung auszuschließen ist. Dessen ungeachtet ist das Bodendenkmal „Kastell Tuttlingen“  geschützt als eingetragenes Kulturdenkmal im Sinne des Denkmalschutzgesetzes des Landes Baden-Württemberg (DSchG). Nachforschungen und gezieltes Sammeln von Funden sind genehmigungspflichtig, Zufallsfunde an die Denkmalbehörden zu melden.
Das bisher geborgene Fundmaterial befindet sich im Tuttlinger Museum im „Fruchtkasten“ sowie in den Magazinen des Landesmuseums Württemberg im Alten Schloss in Stuttgart.